# スウェーデンの映画
スウェーデン映画は国際的に広く知られており、20世紀を通してイングマール・ベルイマン、ヴィクトル・シェーストレム、ラッセ・ハルストレム、ルーカス・ムーディソンなど、才能あふれる監督たちによってスカンジナビアで最も優れた作品を生み出してきた。

## 初期
スウェーデン映画は1912年にSvenska Biografteaternが設立され、ヴィクトル・シェーストレムとマウリッツ・スティッレルが現れたことによって国際的に突出したものとなっていく。スティッレルは初期のグレタ・ガルボの作品を監督した。Biografteaternが製作した作品の多くは、第一次世界大戦当時に敵国であるアメリカやフランス、イギリスから切り離されていたドイツ映画界に大きな影響を与えた。
1920年代半ば、シェーストレムとスティッレル、グレタ・ガルボらはアメリカに移り、MGMの元で働くようになり、ハリウッドにスウェーデン映画の影響がもたらされるようになる。二人の監督が去ったことでスウェーデン映画界には大きな穴が開き、興行的にも落ち込んでしまう。しかしシェーストレムは1928年にスウェーデンに戻り、さらに2作品を監督した。

## 1930年代から
1930年にトーキーが発明されると、芸術性や国際的な成功を追うのではなく、ビジネスとしての安定性が求められるようになっていった。しかし第二次世界大戦中はアルフ・シェーベルイやグスタフ・モランデルといった監督達によって芸術性が追い求められるようになっていく。

## 戦後
最も著名で多くの影響を及ぼしたスウェーデン人監督のイングマール・ベルイマンは1950年代から頭角を現していった。ベルイマンは1940年代半ばから映画製作をはじめ、1955年のロマンス映画『夏の夜は三たび微笑む』は国際的に高い評価を得た。翌年には彼のキャリアの中で最も有名な作品となる『第七の封印』を監督。1960年代には『処女の泉』と『鏡の中にある如く』で2年連続アカデミー外国語映画賞を受賞。1983年には『ファニーとアレクサンデル』でアカデミー外国語映画賞を再び受賞している。死の床にある3女を見守る家族を描いたドラマ『叫びとささやき』は外国語映画賞ではなく作品賞にノミネートされたが、受賞はならなかった。ベルイマンは他にゴールデングローブ賞も多く受賞している。
ベルイマン作品を多く手がけた撮影監督スヴェン・ニクヴィストもスウェーデン映画界に多くの影響を与えたといえる。『ファニーとアレクサンデル』と『叫びとささやき』でアカデミー撮影賞を2度受賞したニクヴィストは、映画史を通して最も優れた撮影監督の一人と考えられている。彼は撮影だけでなく1991年には『The Ox (Oxen) 』を監督し、この作品はアカデミー外国語映画賞にノミネートされた。
同じくベルイマン作品への参加で映画界に入ったヴィルゴット・シェーマンは1962年に初監督作品『The Swedish Mistress (Älskarinnan)』を完成させた。続く1964年の作品『491』は性描写のためにスウェーデン国内で発禁となったことで話題となった。この作品は一部カットされて公開された。更に1967年に製作された『私は好奇心の強い女』は性行為を描いたことで広く物議を醸した。この作品はアメリカではポルノとみなされ、税関に押収されて1969年まで発禁となった。最終的に公開されたが、上映を巡って裁判にまでなり、その結果スウェーデン映画として最も成功した作品となった。
その他の著名な監督を挙げるとすると、ボー・ヴィーデルベリを外すことはできない。彼の1963年の映画『Raven's End(Kvarteret Korpen) 』と『The Man on the Roof (Mannen på taket) 』は高い評価を得ている。その他の作品には『みじかくも美しく燃え』、『The Serpent's Way (Ormens väg på hälleberget) 』や『あこがれ美しく燃え』がある。ウィデルベルイは3度アカデミー外国語映画賞にノミネートされているが、受賞はしていない。
ヤン・トロエルはウィデルベルイ作品の撮影監督としてキャリアをスタートさせ、1966年に『This Is Your Life (Här har du ditt liv)』で監督としてデビューした。トロエルは1971年に『移民者たち』、翌年にはその続編である『The New Land (Nybyggarna) 』を完成させた。これらの作品は19世紀にアメリカに移住したスウェーデン人達を描いたヴィルヘルム・モーベルイの小説を元にしている。『移民者たち』はアカデミー賞において4部門にノミネートされた。トロエルは後にハリウッドでジーン・ハックマン主演の『西部に来た花嫁』や、ジェイソン・ロバーツやミア・ファローが出演した『ハリケーン』を監督している。スウェーデンに戻ったトロエルはスウェーデン人探検家サロモン・アウグスト・アンドレーを描いた『The Flight of the Eagle (Ingenjör Andrées luftfärd)』を監督した。その他の作品には作家のクヌート・ハムスンを描いた『As White as in Snow (Så vit som en snö)』などがある。

## 近年
ロイ・アンダーソンは1969年の初監督作品『純愛日記』で話題をさらった。この作品は同年のベルリン国際映画祭で4つの賞を受賞している。しかし1975年の『Giliap』が失敗に終わり、およそ20年の間、監督業から離れる結果になってしまう。1996年3月、アンダーソンは『散歩する惑星』の製作をはじめ、完成した作品は2000年のカンヌ国際映画祭で審査員特別賞を受賞した。復帰作となったこの作品は批評家達からも高い評価を得、ゴールデン・ビートル賞において最優秀作品賞など5部門を受賞した。
ラッセ・ハルストレムは1975年に初めての長編映画『恋する男と彼の彼女』を監督した。ハルストレムはそれ以前に多くのABBAのミュージックビデオを手がけ、1977年には『アバ/ザ・ムービー』も監督している。1985年にスウェーデンで公開された『マイライフ・アズ・ア・ドッグ』は1987年のアカデミー賞にて監督賞と脚色賞の2部門にノミネートされ、ゴールデングローブ賞 外国語映画賞を受賞した。ハルストレムの映画はその後も国際的にヒットし、近年は『ギルバート・グレイプ』、『サイダーハウス・ルール』、『ショコラ』、『カサノバ』といった作品をアメリカで製作している。
ルーカス・ムーディソンの初監督作品『ショー・ミー・ラヴ』はスウェーデンで大ヒットした。二人のティーンエイジャーを描いたこの作品は観客の共感を呼び、1998年のゴールデン・ビートル賞を受賞した。ムーディソンの2作目『エヴァとステファンとすてきな家族』は1970年代のスウェーデンのコミューンを描いた、皮肉の効いたコメディであった。ムーディソンは3作目からはがらりと作風を変え、2002年の『リリア 4-ever』では人身売買に関する悲劇を描いた。2004年の『A Hole in My Heart (Ett hål i mitt hjärta)』ではアマチュアのポルノ映画製作を扱い、そのショッキングな描写で物議を醸した。
その他の若い監督にはレバノン生まれのJosef Faresやイラン生まれのReza Parsaなどがいる。